# ماریو ایوارستو

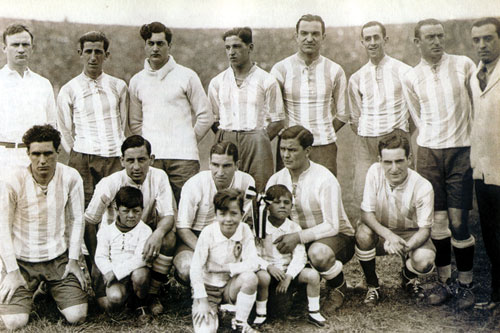
مارینو "ماریو" ایوارستو

مارینو "ماریو" ایوارستو (انگلیسی: Marino "Mario" Evaristo؛ ۱۰ دسامبر ۱۹۰۸ – ۳۰ آوریل ۱۹۹۳) یک بازیکن فوتبال اهل آرژانتین بود.
وی همچنین در تیم ملی فوتبال آرژانتین بازی کرده‌است.